# سیارک ۲۲۵۲۷
سیارک ۲۲۵۲۷ (به انگلیسی: 22527 Gawlik، نامگذاری:1998FG20) بیست و دو هزار و پانصد و بیست و هفتمین سیارک کشف شده‌است که در ۲۰ مارس ۱۹۹۸ کشف شد.
قدر مطلق سیارک برابر ۱۴.۸ است.